# NGC 2980
NGC 2980 is een balkspiraalstelsel in het sterrenbeeld Sextant. Het hemelobject werd op 27 maart 1786 ontdekt door de Duits-Britse astronoom William Herschel.

## Synoniemen
- MCG -1-25-28
- IRAS09407-0923
- PGC 27799